# Persone di cognome Stern
| Questa pagina contiene informazioni ricavate automaticamente dalle voci biografiche con l'ausilio del template Bio e di un bot. L'aggiornamento è periodico e automatico e ricostruisce completamente la pagina. Se manca una persona in questa lista, sei pregato di non aggiungerla, ma accertati piuttosto che la sua voce biografica contenga il template Bio e che i dati anagrafici siano correttamente compilati. Se il template Bio manca, inseriscilo tu stesso o, in alternativa, metti l'avviso {{tmp\|Bio}} che ne segnala la mancanza. Se i dati riportati sono sbagliati, correggi direttamente la voce biografica; le modifiche saranno visibili in questa lista entro pochi giorni. Per chiarimenti vedi il progetto biografie. La lista contiene solo le 47 persone che sono citate nell'enciclopedia e per le quali è stato implementato correttamente il template Bio. Pagina aggiornata al 22 ott 2022. |

Questa è una lista di persone presenti nell'enciclopedia che hanno il cognome Stern, suddivise per attività principale.

## Architetti(3)
- Giovanni Stern, architetto italiano (Roma, n.1734 - Roma, † 1794)
- Raffaele Stern, architetto italiano (Roma, n.1774 - Roma, † 1820)
- Robert A. M. Stern, architetto statunitense (Brooklyn, n.1939)

## Artisti(1)
- Rudi Stern, artista e gallerista statunitense (New Haven, n.1936 - Puerto Real, † 2006)

## Astronomi(1)
- Alan Stern, astronomo statunitense (New Orleans, n.1957)

## Attori(3)
- Daniel Stern, attore statunitense (Bethesda, n.1957)
- Jenna Stern, attrice e doppiatrice statunitense (Los Angeles, n.1967)
- Shoshannah Stern, attrice statunitense (Walnut Creek, n.1980)

## Avvocati(1)
- David Stern, avvocato e dirigente sportivo statunitense (New York, n.1942 - New York, † 2020)

## Biblisti(1)
- David H. Stern, biblista statunitense (Los Angeles, n.1935)

## Biochimici(1)
- Lina Stern, biochimica e fisiologa sovietica (Libau, n.1878 - Mosca, † 1968)

## Cantautori(1)
- Marnie Stern, cantautrice e chitarrista statunitense (n.1976)

## Cestisti(1)
- Jeff Stern, ex cestista statunitense (Dallas, n.1970)

## Chitarristi(1)
- Mike Stern, chitarrista statunitense (Boston, n.1953)

## Conduttori radiofonici(1)
- Howard Stern, conduttore radiofonico, conduttore televisivo e scrittore statunitense (New York, n.1954)

## Direttori della fotografia(1)
- Tom Stern, direttore della fotografia statunitense (Palo Alto, n.1946)

## Dirigenti d'azienda(1)
- Itzhak Stern, dirigente d'azienda polacco (Cracovia, n.1901 - Tel Aviv, † 1969)

## Economisti(1)
- Nicholas Stern, economista e accademico britannico (Londra, n.1946)

## Educatori(1)
- Arno Stern, educatore tedesco (Kassel, n.1924)

## Fisici(1)
- Otto Stern, fisico tedesco (Żory, n.1888 - Berkeley, † 1969)

## Fotografi(3)
- Bert Stern, fotografo e regista statunitense (Brooklyn, n.1929 - Manhattan, † 2013)
- Grete Stern, fotografa tedesca (Elberfeld, n.1904 - Buenos Aires, † 1999)
- Phil Stern, fotografo statunitense (Filadelfia, n.1919 - Barstow, † 2014)

## Fumettisti(1)
- Roger Stern, fumettista e scrittore statunitense (Noblesville, n.1950)

## Informatici(1)
- Garland Stern, informatico statunitense

## Ingegneri(1)
- Franz Alice Stern, ingegnere, compositore e disc jockey italiano (Bari, n.1990)

## Insegnanti(1)
- Julius Stern, docente e compositore tedesco (Breslavia, n.1820 - Berlino, † 1883)

## Matematici(1)
- Moritz Abraham Stern, matematico tedesco (Francoforte sul Meno, n.1807 - Zurigo, † 1894)

## Militari(1)
- Avraham Stern, militare e poeta israeliano (Suwałki, n.1907 - Tel Aviv, † 1942)

## Orientalisti(1)
- Samuel Miklos Stern, orientalista ungherese (Tab, n.1920 - † 1969)

## Parolieri(1)
- Toni Stern, paroliere e poeta statunitense (Los Angeles, n.1944)

## Pittori(2)
- Ignaz Stern, pittore austriaco (Mauerkirchen, n.1679 - Roma, † 1748)
- Ludovico Stern, pittore italiano (Roma, n.1709 - Roma, † 1777)

## Produttori cinematografici(2)
- Abe Stern, produttore cinematografico tedesco (Fulda, n.1888 - Los Angeles, † 1951)
- Julius Stern, produttore cinematografico tedesco (Fulda, n.1886 - Los Angeles (contea), † 1977)

## Psichiatri(1)
- Daniel Stern, psichiatra e psicoanalista statunitense (New York, n.1934 - Ginevra, † 2012)

## Registi(1)
- Joshua Michael Stern, regista e sceneggiatore statunitense (Nashville, n.1961)

## Registi televisivi(1)
- Steven Hilliard Stern, regista televisivo, regista cinematografico e produttore cinematografico canadese (Timmins, n.1937 - Encino, † 2018)

## Sceneggiatori(1)
- Stewart Stern, sceneggiatore e attore statunitense (New York, n.1922 - Seattle, † 2015)

## Schermidori(1)
- Jean Stern, schermidore francese (Parigi, n.1875 - Parigi, † 1962)

## Scrittori(2)
- Richard Martin Stern, scrittore e romanziere statunitense (Fresno, n.1915 - Santa Fe, † 2001)
- Richard G. Stern, scrittore statunitense (New York, n.1928 - Tybee Island, † 2013)

## Storici(1)
- Fritz Stern, storico tedesco (Breslavia, n.1926 - New York, † 2016)

## Storici dell'arte(1)
- Philippe Stern, storico dell'arte francese (Parigi, n.1895 - Parigi, † 1979)

## Velisti(1)
- Marcel Stern, velista svizzero (Genova, n.1922 - † 2002)

## Violinisti(1)
- Isaac Stern, violinista statunitense (Kremenec', n.1920 - New York, † 2001)

## Violoncellisti(1)
- Leo Stern, violoncellista inglese (Brighton, n.1862 - Londra, † 1904)